# Belgorod Air Enterprise
Belgorod Air Enterprise (Russisch: ОАО «Белгородское авиапредприятие») is een Russische luchtvaartmaatschappij met haar thuisbasis in Belgorod. Zij voert passagiers-, vracht- en chartervluchten uit binnen Rusland.

## Geschiedenis
Belgorod Air Enterprise is opgericht in 1995 als opvolger van de Belgorod-divisie van Aeroflot.

## Vloot
De vloot van Belgorod Air Enterprise bestaat uit: (okt.2006)
- 5 Yakolev Yak-40
- 2 Yakolev Yak-40K